# Le leggendarie imprese di Wyatt Earp
Le leggendarie imprese di Wyatt Earp (The Life and Legend of Wyatt Earp) è una serie televisiva western statunitense in 229 episodi trasmessi per la prima volta nel corso di 6 stagioni dal 1955 al 1961. È liberamente ispirata all vita del celebre sceriffo Wyatt Earp.
Hugh O'Brian, l'attore che interpreta Earp, tornò ad interpretare il celebre sceriffo in un film per la televisione nel 1994 intitolato Wyatt Earp: Return to Tombstone, contenente flashback di scene della serie originaria.

## Trama
Lo sceriffo Wyatt Earp fa rispettare la legge nel vecchio West con la sua pistola Buntline Special.

## Personaggi e interpreti
- Wyatt Earp (227 episodi, 1955-1961), interpretato da Hugh O'Brian.
- Shotgun Gibbs (79 episodi, 1958-1961), interpretato da Morgan Woodward
È l'aiutante dello sceriffo Wyatt Earp.
- Doc Holliday (62 episodi, 1955-1961), interpretato da Douglas Fowley (che interpretò anche Doc Fabrique in 11 episodi).
- Giudice Tobin/Doc Goodfellow (58 episodi, 1956-1961), interpretato da Damian O'Flynn.
- vicesceriffo Hal Norton (56 episodi, 1956-1958), interpretato da William Tannen.
- Bat Masterson (39 episodi, 1955-1959), interpretato da Mason Alan Dinehart.
- Vecchio Clanton (35 episodi, 1959-1961), interpretato da Trevor Bardette.
- Sindaco Jim Kelley (33 episodi, 1956-1958), interpretato da Paul Brinegar.
- vicesceriffo (26 episodi, 1956-1959), interpretato da Brick Sullivan.
- Giudice Jewett (13 episodi, 1955-1956), interpretato da Sam Flint.
- Giudice Spicer (22 episodi, 1959-1961), interpretato da James Seay.
- Nellie Cashman (11 episodi, 1959-1960), interpretato da Randy Stuart
È la proprietaria del saloon.

### Altri interpreti e guest star
Jimmy Noel (144 episodi), Ethan Laidlaw (135), Bill Coontz (99), Stacy Harris (22), Don Haggerty (21), Ralph Sanford (21), Leonard P. Geer (20), Rico Alaniz (19), Randy Stuart (18), Ray Kellogg (18), Myron Healey (16), William Phipps (16), Ray Boyle (15), Carol Thurston (14), Steve Rowland (14), John Milford (14), Bill Cassady (13), Lester Dorr (13), Steve Pendleton (12), Carol Stone (11), Gil Perkins (11), Denver Pyle (10), Steve Brodie (9), Selmer Jackson (9), Charles Fredericks (9), Lash La Rue (9), Mike Ragan (9), Rex Lease (9), Frank Gerstle (8), Henry Rowland (8), Rayford Barnes (8), Rodd Redwing (8), Michael Carr (8), Lyn Guild (8), Tyler McVey (8), Bud Osborne (8), Ralph Reed (7), Hal Baylor (7), Stuart Randall (7), Glenn Strange (7), I. Stanford Jolley (7), Terry Frost (7), Tom Steele (7), Tom London (7), X Brands (7), Lloyd Corrigan (6), Peter Mamakos (6), John Anderson (6), William Mims (6), Carleton Young (6), Michael Vallon (6), John Damler (6), Zon Murray (6), Fred Sherman (6), George Barrows (6), Frank J. Scannell (6), Paul McGuire (6), Jerry Sheldon (6), Joe McGuinn (6), Tommy Cook (5), House Peters Jr. (5), Lane Bradford (5), Alan Wells (5), Kem Dibbs (5), John Baxter (5), Don C. Harvey (5), Gregg Barton (5), Keith Richards (5), Howard Negley (5), Gregg Palmer (5), Walter Maslow (5), Tom Monroe (5), G. Pat Collins (5), Dan White (5), Kenne Duncan (5), Troy Melton (5), Dennis Moore (5), Fred Coby (5), Richard Travis (4), Britt Lomond (4), Michael Emmet (4), Mark Dana (4), Howard Wendell (4), William Henry (4), Russ Bender (4), John Pickard (4), Donald Murphy (4), Clancy Cooper (4), Francis De Sales (4), William Pullen (4), George Wallace (4), Collette Lyons (4), Ross Elliott (4), Larry J. Blake (4), Paul Fierro (4), Marshall Bradford (4), Bob Steele (4), Harry Harvey (4), Ralph Peters (4), Ed Hinton (4), Gordon Wynn (4), Robert Bice (4), Hal Gerard (4), Orville Sherman (4), Rachel Ames (3), Phillip Pine (3), Dorothy Green (3), Elizabeth Harrower (3), Francis McDonald (3), Carolyn Craig (3), Barbara Bestar (3), Gary Gray (3), Fay Roope (3), Chris Drake (3), Nancy Hadley (3), Tom Palmer (3), Jim Bannon (3), Douglas Dick (3), Mauritz Hugo (3), John Vivyan (3), George J. Lewis (3), Harry Harvey Jr. (3), Harry Fleer (3), Barney Phillips (3), Robert Nichols (3), Michael Bryant (3), Norman Alden (3), Robert Bray (3), Margaret Hayes (3), Jonathan Hole (3), Lane Chandler (3), Joseph Waring (3), Richard Reeves (3), Leonard Penn (3), Dehl Berti (3), Pierce Lyden (3), Charles Wagenheim (3), Don Diamond (3), James Douglas (3), George Eldredge (3), Billy Nelson (3), Don Kennedy (3), Freeman Morse (3), Stanley Clements (3), Duane Grey (3), George Baxter (3), Roy Roberts (2), Nancy Hale (2), Tom Brown (2), Richard Garland (2), Robert Lowery (2), Rick Vallin (2), Pamela Duncan (2), Brad Johnson (2), Robert Anderson (2), Walter Reed (2), Douglas Evans (2), Charles Evans (2), Jean Howell (2), Peggy Stewart (2), Robert Patten (2), Lorna Thayer (2), Mort Mills (2), Ian McDonald (2), Grant Richards (2), Douglas Kennedy (2), Rita Lynn (2), Roy Barcroft (2), Jean Harvey (2), Harry Tyler (2), Sally Fraser (2), Paul Dubov (2), John Hubbard (2), Walter Coy (2), John Gallaudet (2), Gloria Talbott (2), Steve Darrell (2), John Hiestand (2), Adele Mara (2), Helen Van Tuyl (2), Kasey Rogers (2), Angela Greene (2), Monte Blue (2), Don Hayden (2), Brett King (2), Andy Albin (2), John Litel (2), Claire Carleton (2), John Goddard (2), John Maxwell (2), George Keymas (2), Ella Ethridge (2), Bob J. Human (2), Robert Carson (2), Paul Bryar (2), Hal K. Dawson (2), Grant Withers (2), Aline Towne (2), Frank Wilcox (2), Arthur Space (2), Lou Krugman (2), Richard Devon (2), Peter M. Thompson (2), Peter Coe (2), Howard Petrie (2), John Doucette (2), Brad Morrow (2), William Bryant (2), Forrest Taylor (2), John Close (2), John Cliff (2), Ewing Mitchell (2), William Challee (2), Bing Russell (2), Sheb Wooley (2), Harlan Warde (2), Gene Roth (2), Emlen Davies (2), Dale Van Sickel (2), Virginia Dale (2), William Vaughn (2), Tristram Coffin (2), Michael Ross (2), Syd Saylor (2), Harry Lauter (2), Claudia Bryar (2), James Bronte (2), Ken Drake (2), Charles Watts (2), Jack Mulhall (2), Edmund Cobb (2), Phil Chambers (2), Eddie Kane (2).

## Produzione
La serie fu prodotta da Wyatt Earp Enterprises e girata nei ranch Corriganville, Iverson e Melody e negli studios della 20th Century Fox e della RKO a Los Angeles, in California. Tra le guest star: Francis De Sales, James Coburn, Ron Foster, Ron Hagerthy, Robert Harland, Brad Johnson, Ed Hinton, I. Stanford Jolley, Tyler McVey, Gregg Palmer, John Pickard, Anna May Wong, e John Vivyan.

### Registi
Tra i registi della serie sono accreditati:
- Frank McDonald (43 episodi, 1955-1959)
- Paul Landres (24 episodi, 1960-1961)
- Roy Rowland (4 episodi, 1959-1960)

## Distribuzione
La serie fu trasmessa negli Stati Uniti dal 1955 al 1961 sulla rete televisiva ABC.
Alcune delle uscite internazionali sono state:
- negli Stati Uniti il 6 settembre 1955 (The Life and Legend of Wyatt Earp)
- in Germania Ovest l'8 ottobre 1960 (Wyatt Earp greift ein)
- in Italia (Le leggendarie imprese di Wyatt Earp)

## Episodi
| Stagione         | Episodi | Prima TV USA |
| ---------------- | ------- | ------------ |
| Prima stagione   | 33      | 1955-1956    |
| Seconda stagione | 39      | 1956-1957    |
| Terza stagione   | 39      | 1957-1958    |
| Quarta stagione  | 38      | 1958-1959    |
| Quinta stagione  | 41      | 1959-1960    |
| Sesta stagione   | 37      | 1960-1961    |